# Шидлівці (Чортківський район)
Шидлі́вці — село в Україні, у Гусятинській селищній громаді Чортківського району Тернопільської області. Розташоване на річці Збруч, на північному сході району. До 2020 підпорядковане Сидорівській сільській раді.
Населення — 226 осіб (2007).

## Історія
Поблизу села виявлено археологічні пам'ятки трипільської культури і ран. залізн. доби.
Перша писемна згадка — 1420.
У 1889—1892 pp. проводив археологічні розкопки Готфрид Оссовський.
Під час 1-ї світової війни спалене.
Діяли «Просвіта» та інші товариства, кооператива.
12 червня 2020 року, відповідно до розпорядження Кабінету Міністрів України № 724-р «Про визначення адміністративних центрів та затвердження територій територіальних громад Тернопільської області» увійшло до складу Гусятинської селищної громади.
19 липня 2020 року, в результаті адміністративно-територіальної реформи та ліквідації Гусятинського району, село увійшло до складу новоутвореного Чортківського району.

## Населення

### Мова
Розподіл населення за рідною мовою за даними перепису 2001 року:
| Мова       | Кількість | Відсоток |
| ---------- | --------- | -------- |
| українська | 241       | 100 %    |

## Політика

### Парламентські вибори, 2019
На позачергових парламентських виборах 2019 року у селі функціонувала окрема виборча дільниця № 610268, розташована у приміщенні клубу.
Результати
- зареєстрований 131 виборець, явка 64,89 %, найбільше голосів віддано за «Слугу народу» — 30,59 %, за Радикальну партію Олега Ляшка — 17,65 %, за Всеукраїнське об'єднання «Батьківщина» — 15,29 %.[6] В одномандатному окрузі найбільше голосів отримав Ігор Сопель (Слуга народу) — 32,53 %, за Миколу Люшняка (самовисування) — 22,89 %, за Володимира Бліхаря (Всеукраїнське об'єднання «Батьківщина») — 15,66 %[7].

## Пам'ятки
Є церква святителя Миколая Чудотворця (1752, кам.), костел Зіслання Святого Духа (1935), капличка.
Споруджено пам'ятник воїнам-односельцям, полеглим у німецько-радянській війні (1956).

## Природоохоронні території
Село межує з національним природним парком «Подільські Товтри».

## Соціальна сфера
Працюють клуб, бібліотека, ФАП, 2 торгові заклади.

## Персоналії
- Гута Льонгин Володимирович (1936—2020) — український лікар, науковець.

## Галерея

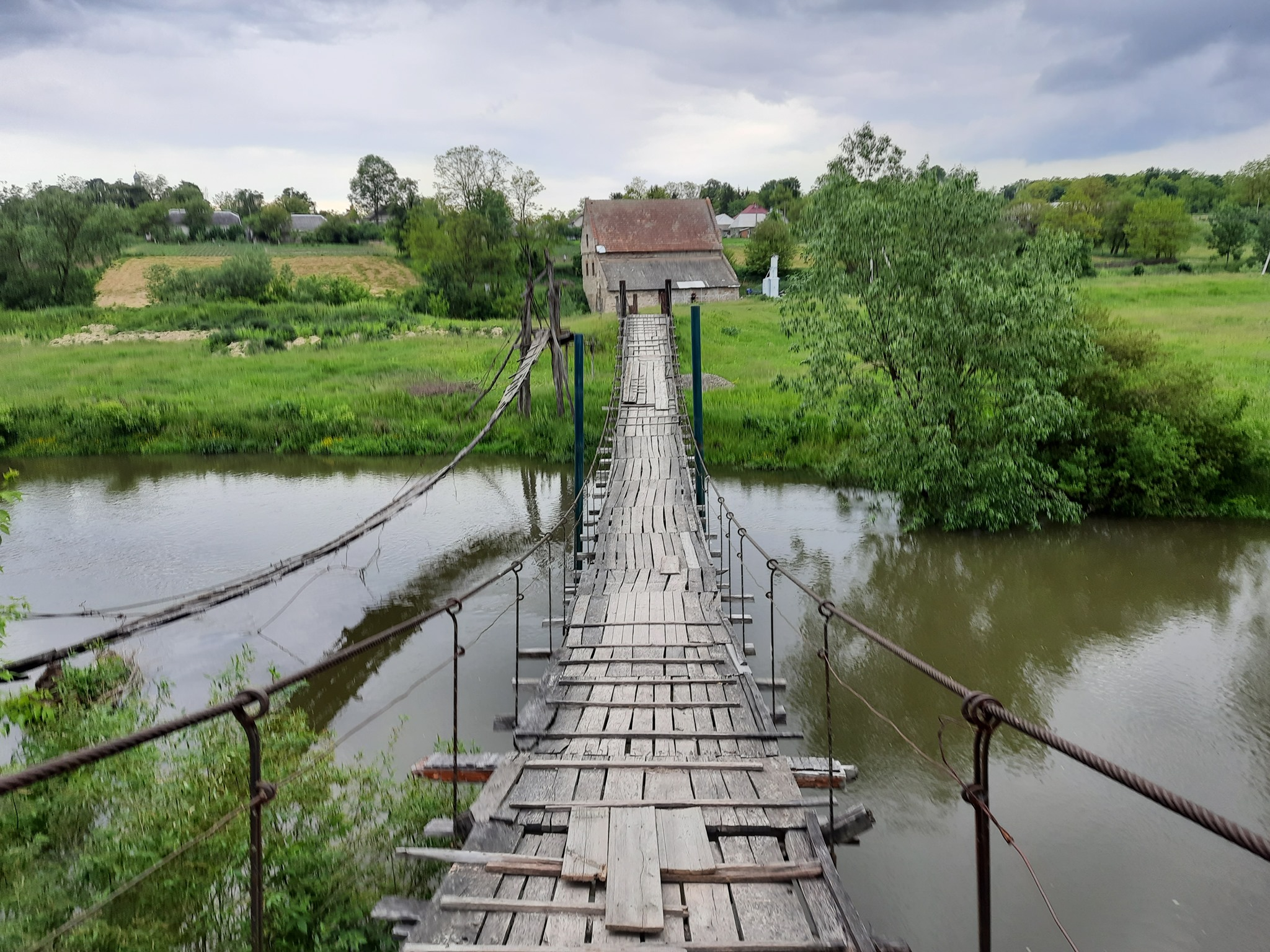
Кладка через Збруч виводить прямо на австрійський млин
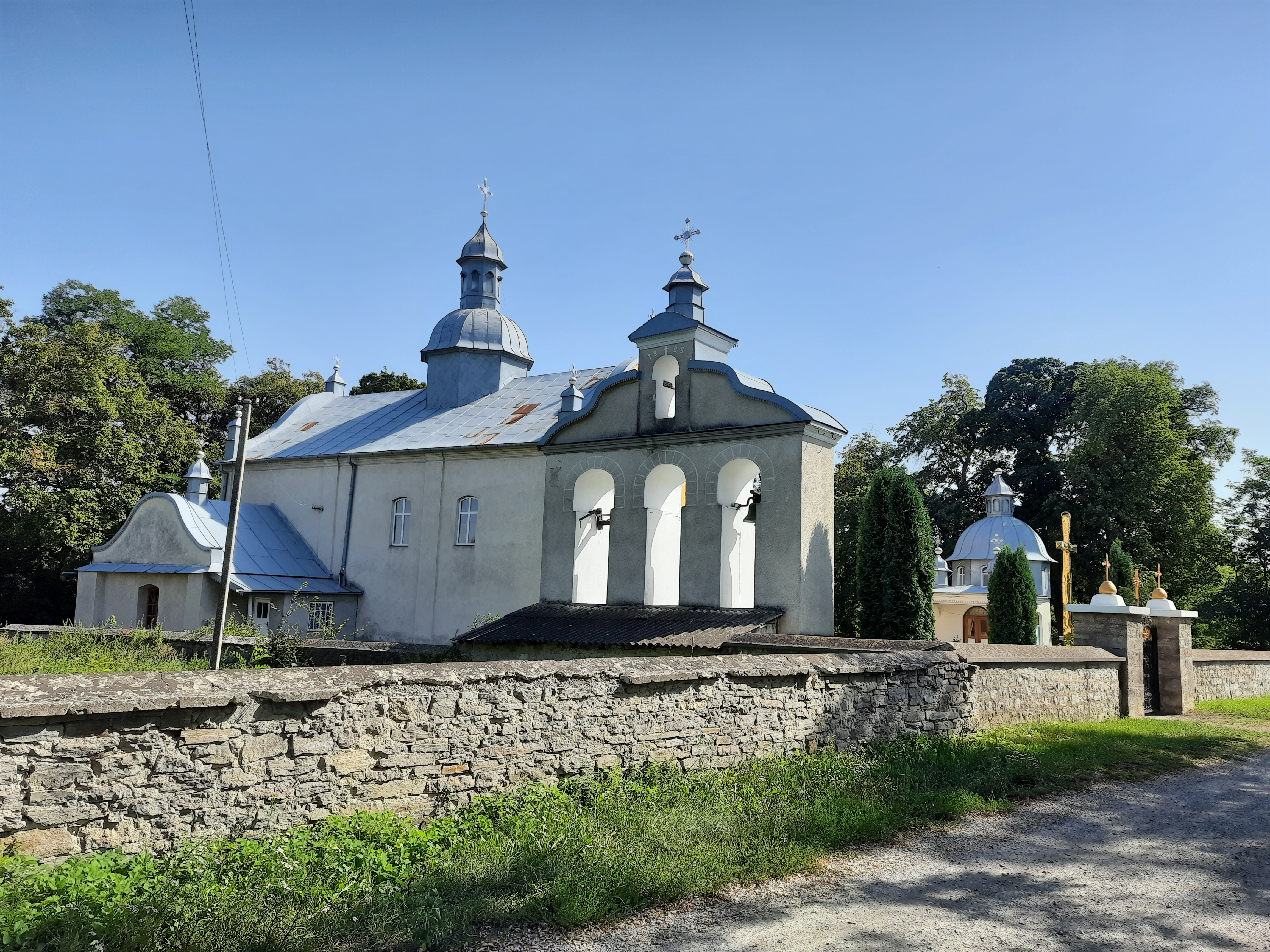
Церква святого Миколая (1752р.)
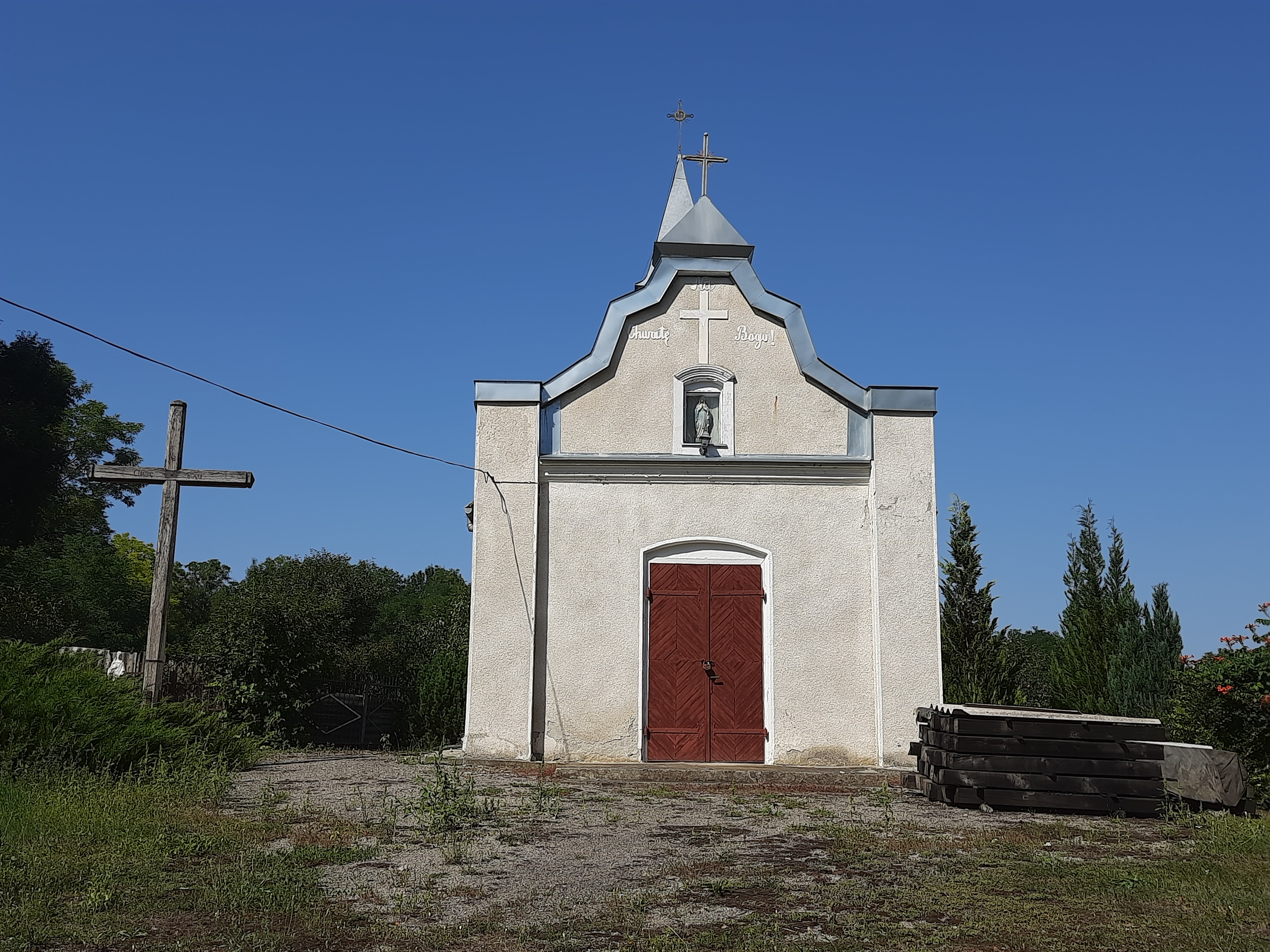
Костел Благовіщення Пресвятої Діви Марії (1935)